# Gusar
Gusar (en azerí: Qusar), es una localidad, que se sitúa en el norte de Azerbaiyán. Capital del raión homónimo. Se encuentra en las zonas submontañosas del Gran Cáucaso, a una altitud de 667 m sobre el nivel del mar. 

## Demografía
Según estimación 2010 contaba con 16947 habitantes.